# CVJM Pfalz
Der Christlicher Verein junger Menschen (CVJM) Landesverband Pfalz e.V. - Evangelischer Jugendverband ist ein 1949 gegründeter christlicher, überkonfessioneller Jugendverband in der Pfalz. Er ist Mitglied im CVJM-Gesamtverband in Deutschland und dem Diakonischen Werk der Evangelische Kirche der Pfalz (Protestantische Landeskirche) und pflegt seit 1982 eine Partnerschaft mit dem ACJ in Costa Rica.

## Geschichte
Ein Vorgänger des CVJM Pfalz wurde 1901 als pfälzischer Jünglingsbund gegründet und 1911 in CVJM ungenannt. Im Februar 1948 erfolgte eine Neugründung und ab 1967 konnten Räume im Jugenddorf Waldfischbach angemietet werden, was eigene Jugendarbeit möglich machte. 1974 übernahm der CVJM Pfalz den Betrieb eines kirchlichen Jugendhauses in Otterberg und baute parallel ein eigenes Haus auf der Johannishöhe, das heute als Gästehaus dient.

## Mitglieder
Mitglieder des CVJM-Pfalz sind die folgenden CVJM-Ortsvereine. Die Mitgliederzahlen erfassen nur volljährige Mitglieder zum Stand 2023.
- Birkenheide-Maxdorf (88 Mitglieder)
- Edenkoben (112 Mitglieder)
- Eisenberg (41 Mitglieder)
- Frankenthal (9 Mitglieder)
- Freunde der Pfalz (23 Mitglieder)
- Kaiserslautern (149 Mitglieder)
- Kandel (Pfalz) (32 Mitglieder)
- Katzweiler (42 Mitglieder)
- Ludwigshafen (50 Mitglieder)
- Mutterstadt (5 Mitglieder)
- Neustadt/W. (66 Mitglieder)
- Pirmasens (232 Mitglieder)
- Praiseland (60 Mitglieder)
- Schifferstadt (65 Mitglieder)
- Schönenberg-Kübelberg
- St. Ingbert (23 Mitglieder)
- Waldfischbach-Burgalben (67 Mitglieder)
- Wolfstein (30 Mitglieder)
- Waldhaus Kirschtal (35 Mitglieder)

andere Gruppen und Kirchengemeinden:
- Bad Bergzabern
- Erfenbach
- Fürfeld
- Fußgönheim
- Scouts Gundersheim
- Scouts Otterberg
- Scouts Speyer

## Gästehaus

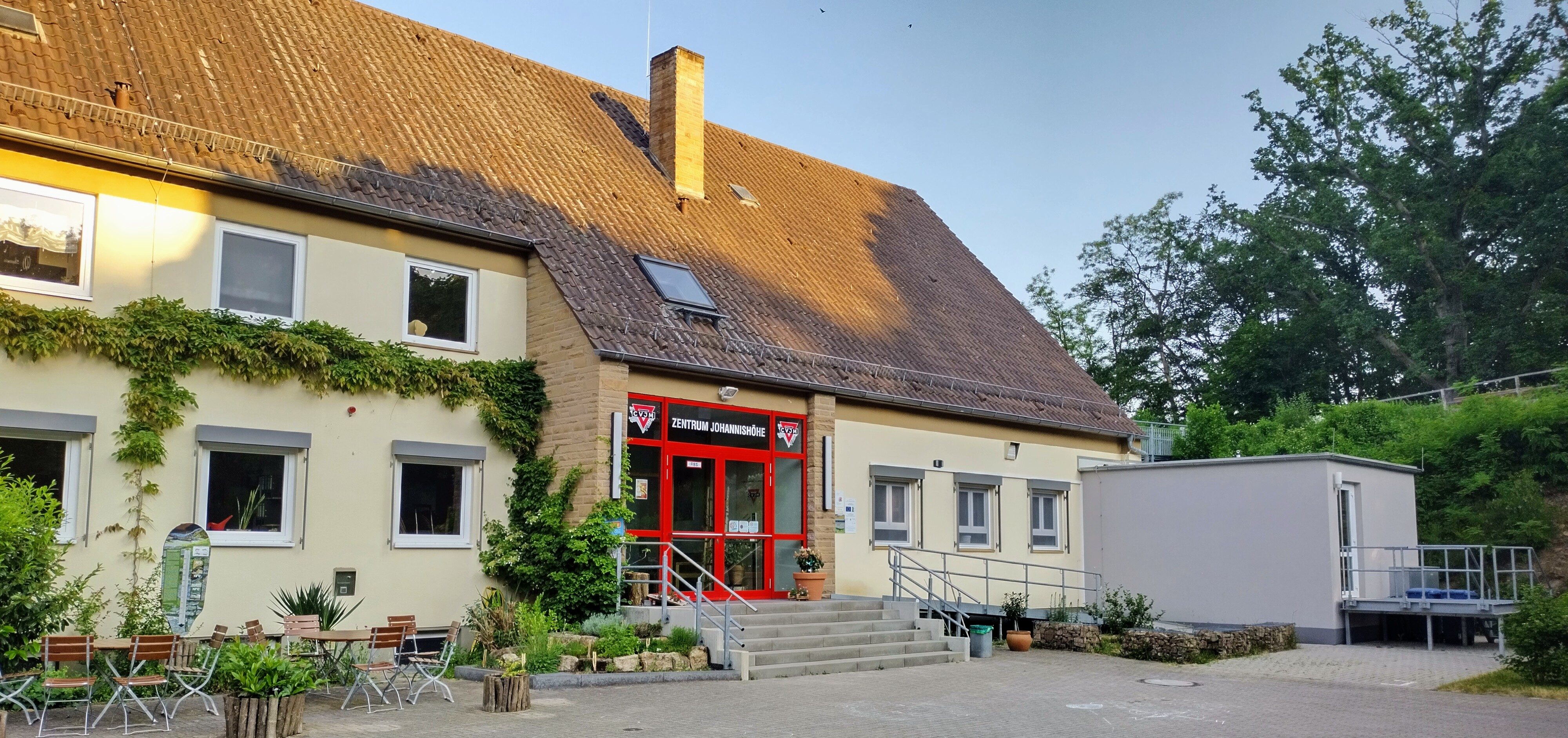
Gästehaus CVJM Pfalz

Der CVJM-Pfalz betreibt ein Gästehaus in Otterberg auf der Johannishöhe mit 20 Zimmern und 89 Betten und bietet neben mehreren Aktions- und Seminarräumen ein Außengelände mit Kleinspielfeld, Hochseilelementen,
Niederseilgarten und Grillplatz. 2018 wurde unter anderem ein weiterer Seminarraum, der auch als Speisesaal mitgenutzt werden kann, angebaut.
| Jahr | Belegungsnächte |
| ---- | --------------- |
| 2022 | 9559            |
| 2021 | 3774            |
| 2020 | 2725            |
| 2019 | 12319           |
| 2018 | 12108           |
| 2017 | 12437           |
| 2016 | 12881           |

## Organisation
Der CVJM Pfalz e.V. ist ein eingetragener Verein und Dachverband für CVJM Ortsvereine und andere Gruppen. Geleitet wird er von einem Vorstand bestehend aus einem 1. und 2. Vorsitzenden, einem Schatzmeister, einem Schriftführer, einem hauptamtlichen Mitarbeiter und bis zu vier Beisitzern. Zusammen mit bis zu 12 weiteren Mitgliedern und dem Landesjugendpfarrer der Prot. Landeskirche bildet der Vorstand den Hauptausschuss, der dreimal jährlich tagt. Grundlegendes Organ des Landesverbands ist die jährlich tagende Delegiertenversammlung, die aus Vertretern der Mitgliedsvereine und -gemeinden sowie dem Hauptausschuss besteht. Hauptausschuss und Vorstand werden von der Delegiertenversammlung für eine Amtszeit von drei Jahren gewählt. Neben diesen ehrenamtlichen Gremien und den Mitarbeitern zum Betrieb des Gästehauses, beschäftigt der Landesverband den die Leitende Referentin Tabea Riedl sowie drei hauptamtliche Jugendreferenten.

## Stiftung
Die im Dezember 2002 gegründete gemeinnützige CVJM-Pfalz Stiftung dient dem Zweck der Förderung der christlichen Jugendarbeit des CVJM-Pfalz e.V. Der Vorstand der Stiftung wird von 4–6 Vertretern von geschäftsführendem Vorstand und Hauptausschuss des Vereins gebildet. Sie verwaltet ein Vermögen von 102.000 €. (Stand 2022)